# (100003) 1983 RN3
(100003) 1983 RN3 es un asteroide perteneciente al cinturón de asteroides, descubierto el 1 de septiembre de 1983 por Henri Debehogne desde el Observatorio de La Silla, Chile.

## Designación y nombre
Designado provisionalmente como 1983 RN3.

## Características orbitales
1983 RN3 está situado a una distancia media del Sol de 2,370 ua, pudiendo alejarse hasta 2,947 ua y acercarse hasta 1,792 ua. Su excentricidad es 0,243 y la inclinación orbital 3,974 grados. Emplea 1332 días en completar una órbita alrededor del Sol.

## Características físicas
La magnitud absoluta de 1983 RN3 es 15,8. Tiene 3,273 km de diámetro y su albedo se estima en 0,114.